# حمله مغول به شام
حمله مغول به شام (انگلیسی: Mongol invasions of the Levant) با شروع دهه ۱۲۴۰، امپراتوری مغول حملات مکرری به سوریه یا تلاش‌هایی برای آن انجام دادند. اکثر آنها شکست خوردند، اما در سال‌های ۱۲۶۰ و ۱۳۰۰ به موفقیت‌هایی دست یافتند و حلب و دمشق را تصرف کردند و سلسله ایوبیان را نابود کردند. مغول‌ها هر بار توسط نیروهای دیگر در منطقه، به ویژه سلطنت ممالیک مجبور به عقب‌نشینی می‌شدند. از سال ۱۲۶۰ به عنوان جنگ ممالیک و ایلخانی معرفی شد.